# توریه، هراستنیک
توریه، هراستنیک (اسلوونیایی: Turje, Hrastnik) یک منطقهٔ مسکونی در اسلوونی است که در Lower Styria واقع شده‌است.

## خصوصیات
توریه ۵ کیلومترمربع مساحت و ۲۷۳ نفر جمعیت دارد و ۵۶۷٫۴ متر بالاتر از سطح دریا واقع شده‌است.